# 김천해
김천해(金天海, 1898년 5월 10일 ~ ?)는 일본공산당에서 활동했던 공산주의자이자 조선민주주의인민공화국의 정치인으로, 본명은 김학의(金鶴儀)이다.

## 생애
경상남도 울산군(현재는 울산광역시 방어동)에서 태어났다. 양산 통도사에 맡겨져 불도를 수행했다. 1916년 경성의 불교계 학교인 경성중앙학림에 입학했고, 졸업후 울산에 돌아가 야학 교사로 일했다. 

### 일본에서
1920년대초 겨울 일본으로 건너가서 니혼대학 사회과에 입학했다. 1922년 도쿄조선노동동맹회가 결성됐을 때 실행위원을 맡았다. 1925년 재일본조선노동총동맹(재일조선노총)이 결성됐고, 같은해 7월 김천해는 재일조선노총 가나가와현 지방조직(가나가와조선합동노동회)을 결성하고 상무집행위원이 됐다. 1928년 5월 재일본조선노총 중앙집행위원장 겸 쟁의부장에 취임했다. 일본 전체 재일조선인 노동운동의 최고지도자가 된 셈이다. 같은달 조선공산당에 입당했다. 1928년 10월에 체포돼 1935년에 출소했다. 1936년에 다시 체포돼 1945년 10월에 석방됐다. 1945년에 재일본조선인연맹이 결성되자 최고 고문이 됐고, 일본공산당 중앙위원에도 선출됐다. 

### 북한에서
1950년 6월 10일 부산으로 밀항했고, 다시 6월 15일 북한으로 향했다. 일본공산당 중앙위원 후계자로는 한덕수를 지명했다. 1951년 11월 조선노동당 제2회 대회에서 당 중앙위원 겸 사회부장에 취임했다. 1970년 조선노동당 제5차 대회에서 중앙위원 명단에서 사라짐. 이후 소식 두절됨.

## 같이 보기
- 한신교육투쟁